# Condado de Greene (Misuri)
El condado de Greene (en inglés: Greene County), fundado en 1833, es uno de 114 condados del estado estadounidense de Misuri. En el año 2000, el condado tenía una población de 266.944 habitantes y una densidad poblacional de 152 personas por km². La sede del condado es Springfield. El condado recibe su nombre en honor al revolucionario de la Guerra de Independencia de los Estados Unidos Nathanael Greene. El condado de Greene forma parte del área metropolitana de Springfield.

## Geografía
Según la Oficina del Censo, el condado tiene un área total de 1756 km² (678 mi²), de la cual 1742 km² (672,6 mi²) es tierra y 8 km² (3,1 mi²) (0.48%) es agua.

### Condados adyacentes
- Condado de Polk (norte)
- Condado de Dallas (noreste)
- Condado de Webster (este)
- Condado de Christian (sur)
- Condado de Lawrence (suroeste)
- Condado de Dade (noroeste)

## Demografía
Según la Oficina del Censo en 2000, los ingresos medios por hogar en el condado eran de $44,185, y los ingresos medios por familia eran $56,047. Los hombres tenían unos ingresos medios de $30,672 frente a los $21,987 para las mujeres. La renta per cápita para el condado era de $25,770. Alrededor del 12.10% de la población estaban por debajo del umbral de pobreza.

## Transporte

### Carreteras principales
- Interestatal 44
- U.S. Route 60
- U.S. Route 65
- U.S. Route 66 (1926-1979)
- U.S. Route 160
- Ruta de Misuri 13
- Ruta de Misuri 125
- Ruta de Misuri 266
- Ruta de Misuri 360
- Ruta de Misuri 413
- Ruta de Misuri 744

## Localidades

### Ciudades
| - Ash Grove - Battlefield - Bois D'Arc - Ebenezer | - Fair Grove - Logan - Mission Hills - Oak Grove Heights - Plano | - Republic - Rogersville - Springfield - Strafford | - Turners - Walnut Grove - Willard |

### Municipios
| - Municipio de Battlefield A - Municipio de Battlefield B - Municipio de Boone n.º 1 - Municipio de Boone n.º 2 - Municipio de Brookline - Municipio de Campbell n.º 1 - Municipio de Campbell n.º 2 - Municipio de Campbell n.º 2A - Municipio de Campbell n.º 2B - Municipio de Campbell n.º 2C - Municipio de Cass - Municipio de Center n.º 1 - Municipio de Center n.º 3 - Municipio de Cherokee - Municipio de Clay B | - Municipio de Clay C - Municipio de East Clay A - Municipio de East Republic - Municipio de Franklin n.º 1 - Municipio de Franklin n.º 2 - Municipio de Jackson n.º 1 - Municipio de Jackson n.º 2 - Municipio de Murray - Municipio de North Campbell n.º 1 - Municipio de North Campbell n.º 2 - Municipio de North Campbell n.º 3A - Municipio de North Campbell n.º 3B - Municipio de Pond Creek - Municipio de Republic North - Municipio de Robberson n.º 1A | - Municipio de Robberson n.º 1B - Municipio de Robberson n.º 2 - Municipio de Springfield - Municipio de Taylor - Municipio de Walnut Grove - Municipio de Washington - Municipio de West Republic - Municipio de Wilson A - Municipio de Wilson C - Municipio de Wilson CW |